# 車士打足球會
車士打足球會（英語：Chester Football Club）是位於英格蘭西北部與威爾斯邊境接壤柴郡首府切斯特的足球俱乐部，由球迷自主擁有，於前身球隊切斯特城足球俱乐部在2010年被清盤後成立，現時在英格蘭足球聯賽系統第五級的英格蘭足球議會全國聯賽參賽。球會以德瓦运动场（Deva Stadium）作為主場球場。
車士打當初被罰到第九級的英格蘭西北郡足球聯賽（Northwest Counties League）作賽，經成功向英格蘭足球總會提出上訴，於2010/11年球季在北部超級聯賽甲組北（Northern Premier League Division One North）從新起步。
球會成立的首三個球季連續取得參賽組別的冠軍錦標：2011/11年的北部超級聯賽甲組北、2011/12年的北部超級聯賽超聯組和2012/13年的足球議會北部聯賽。雖然車士打在2013/14年球季在足球議會全國聯賽的首個球季落入降班區域，由於因財務問題被逐出足球議會聯賽而獲得挽留。

## 歷史

### 背景
車士打的前身早於1885年成立，並於1931/32年球季加入英格蘭足球聯賽的北區丙組聯賽。球會於1983年由車士打更名為車士打城。在英格蘭足球聯賽時期主要在第四級作賽，間中升班到第三級聯賽，直到2000年首次降班到足球議會聯賽。2004年贏得冠軍重返英格蘭足球聯賽。車士打城於2009年再次降班到足球議會聯賽，而球會亦陷入財務危機。隨著車士打城降班，球會即時申請進入財務接管，並於新球季開季前被扣減25分，其間前主席斯蒂芬·沃恩（Stephen Vaughan）的家族全資收購球會。車士打城於2010年1月26日以1英鎊的代價求售，惟無人問津，球隊於2月26日先被逐出足球議會聯賽，並取消該季的所有比賽記錄，再於3月10日被高等法院頒令清盤。
「車士打城球迷聯盟」（City Fans United，簡稱CFU）於2009年10月在車士打城風雨飄搖中成立，當時球會深陷財務危機之中。僅於「球迷聯盟」正式成立一個月後，球迷於對伊斯特本（Eastbourne Borough）的主場賽事中衝進球場草坪抗議當時球會的管理層，球證鳴笛腰斬比賽。其後「球迷聯盟」舉行會員投票，於2010年1月呼籲球迷杯葛車士打城，事件的導火線是球會辭退一直辛苦維持的領隊吉姆·哈维（Jim Harvey），致使「球迷聯盟」表達其對事件感到『失望、震驚和憤怒』。「球迷聯盟」早於2月在車士打城解散前數星期已開始籌組一支「鳳凰重生」球隊於來季參賽。
隨著車士打城於2010年3月被正式清盤後，「球迷聯盟」立即進行投票挑選新球會的名稱，超過1,000人參加投票，當中70東贊成採用「車士打足球會」（Chester FC），是前身球會成立後前98年沿用的名稱。新球會獲得「柴郡西及切斯特議會」（Cheshire West and Chester Council）的支持，於2010年5月將車士打城的主場瓦运动场（Deva Stadium）繼租予車士打。

## 會徽與隊色

### 會徽
車士打的會徽由居於切斯特的平面設計師兼車士打球迷马丁·赫胥黎（Martin Huxley）設計，他解釋當中的原素：『狼可以追溯至當征服者威廉的侄兒休·德·阿夫朗什（Hugh d'Avranches）獲任命為切斯特伯爵（Earl of Chester），他的綽號是「Lupus」，是拉丁语「狼」的意思。而「皇冠」意指切斯特是保皇城市。不同會徽的變化令到兩側的葉片可能是代表勝利的月桂，或是在切斯特隨處可的橡樹。而橡樹葉長久以來用於柴郡团（Cheshire Regiment）的徽號，源於1743年軍團於德廷根战役在橡樹下救回喬治二世一命。』。
為了與會徽女土維持一致性，車士打採用一隻稱為「Big Lupus」友善的狼作為吉祥物。

車士打的會徽
柴郡团的帽徽

### 隊色
車士打穿著藍白直間球衣黑褲和藍白橫間襪參賽，與其前身球隊切斯特城足球俱乐部相類似。成立後首兩個球季由西班牙運動服品牌「骄马」（Joma）設計及供應；自2012/13年球季以後則轉由「彪馬」（Puma）設計及供應，而自重組以來一直由信用咭發咭機構「美信银行」（MBNA）贊助球衣胸前廣告。「藍軍」的作客球衣顏色每年變更，首個球季為紫色，2011/12年球季則為黃色，而2012/13年球季是綠色。
球衣供應及贊助
| 時間      | 供應         | 贊助             |
| --------- | ------------ | ---------------- |
| 2010–2012 | 骄马（Joma） | 美信银行（MBNA） |
| 2012–0000 | 彪馬（Puma） | 美信银行（MBNA） |

## 主場球場
車士打追隨其前身切斯特城足球俱乐部繼續以德瓦运动场（Deva Stadium）作為主場球場，由於獲得冠名贊助而更名為「斯旺斯威切斯特運動場」（Swansway Chester Stadium），現時可以容納5,376名觀眾，當中有4,170個為坐席。
車士打向「柴郡西及切斯特議會」（Cheshire West and Chester Council）租用德瓦运动场。球場位於「海陸路工業邨」（Sealand Road Industrial Estate）內，以跨越英格蘭和威爾斯的邊界而聞名，整個球場位於威爾斯境內的弗林特郡（Flintshire），只有部分停車場在英格蘭。

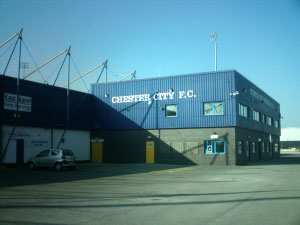
球場外觀
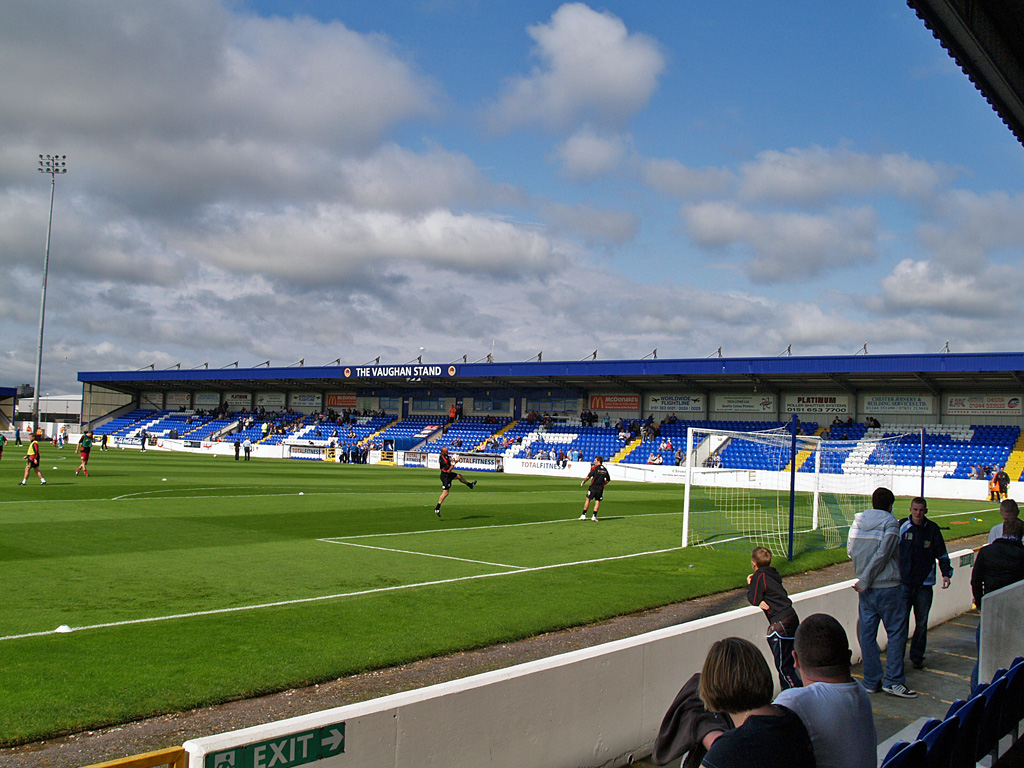
球場內觀

## 敵對球隊
車士打沿襲傳統與域斯咸為長期死敵，兩間球會相距僅12英里，但分別位於英格蘭及威爾斯，兩隊的對戰被稱為「跨國界打吡」（Cross-border derby）。
對期成績
| 競賽   | 車士打勝 | 賽和 | 域斯咸勝 |
| ------ | -------- | ---- | -------- |
| 全國聯 | 1        | 1    | 0        |
| 足總盃 | 0        | 0    | 0        |
| 總計   | 1        | 1    | 0        |

## 榮譽
- 英格蘭足球議會北部聯賽
  - 冠軍：2012/13年[24]；
- 英格蘭北部超級聯賽超聯組
  - 冠軍：2011/12年[25]；
- 英格蘭北部超級聯賽甲組北
  - 冠軍：2010/11年[26]；
- 柴郡高級盃（Cheshire Senior Cup）
  - 冠軍：2012/13年；
- 彼得·斯华勒斯盾（Peter Swales Shield）
  - 冠軍：2012年；
- 球迷直銷盃（Supporters Direct Cup）
  - 冠軍：2011年；

## 外部連結
- Club website （页面存档备份，存于）
- City Fans United website （页面存档备份，存于）
- Chester FC coverage from the Chester Chronicle （页面存档备份，存于）

53°11′21.05″N 2°55′25.73″W / 53.1891806°N 2.9238139°W